# Ben Aronov
Benjamin James Aronov (Gary, 16 de octubre de 1932 - Aix-en-Provence, 3 de mayo de 2015) fue un pianista de jazz estadounidense, conocido profesionalmente como Ben Aronov o Benny Aronov.

## Primeros años
Aronov nació en Gary, Indiana en 1932. Tocó en conjuntos locales de jazz y danza cuando era adolescente en Tulsa, Oklahoma. Fue estudiante en la Universidad de Tulsa en 1951 y 1952, luego fue reclutado en el Ejército de los Estados Unidos y estuvo estacionado en Texas, donde tocó en una banda militar. Después de dejar el ejército, asistió a la Escuela de Música de Manhattan y obtuvo una licenciatura en música en 1966.

## Carrera
En 1954, Aronov se mudó a Los Ángeles y comenzó a tocar en el Lighthouse Cafe junto a Terry Gibbs, June Christy y Lena Horne. En 1961, se mudó a Nueva York. Trabajó con Al Cohn, Benny Goodman, Jim Hall, Morgana King, Lee Konitz, Peggy Lee, Liza Minnelli, George Mraz, Mark Murphy, el National Jazz Ensemble, Ken Peplowski, Tom Pierson, Zoot Sims, Carol Sloane y Warren Vaché Jr. Tocó el piano en la producción de Broadway, Cats de 1982 a 2000. Posterior a esto, se mudó a Aix-en-Provence, Provenza-Alpes-Costa Azul donde permaneció hasta su fallecimiento en 2015.